# Lindley

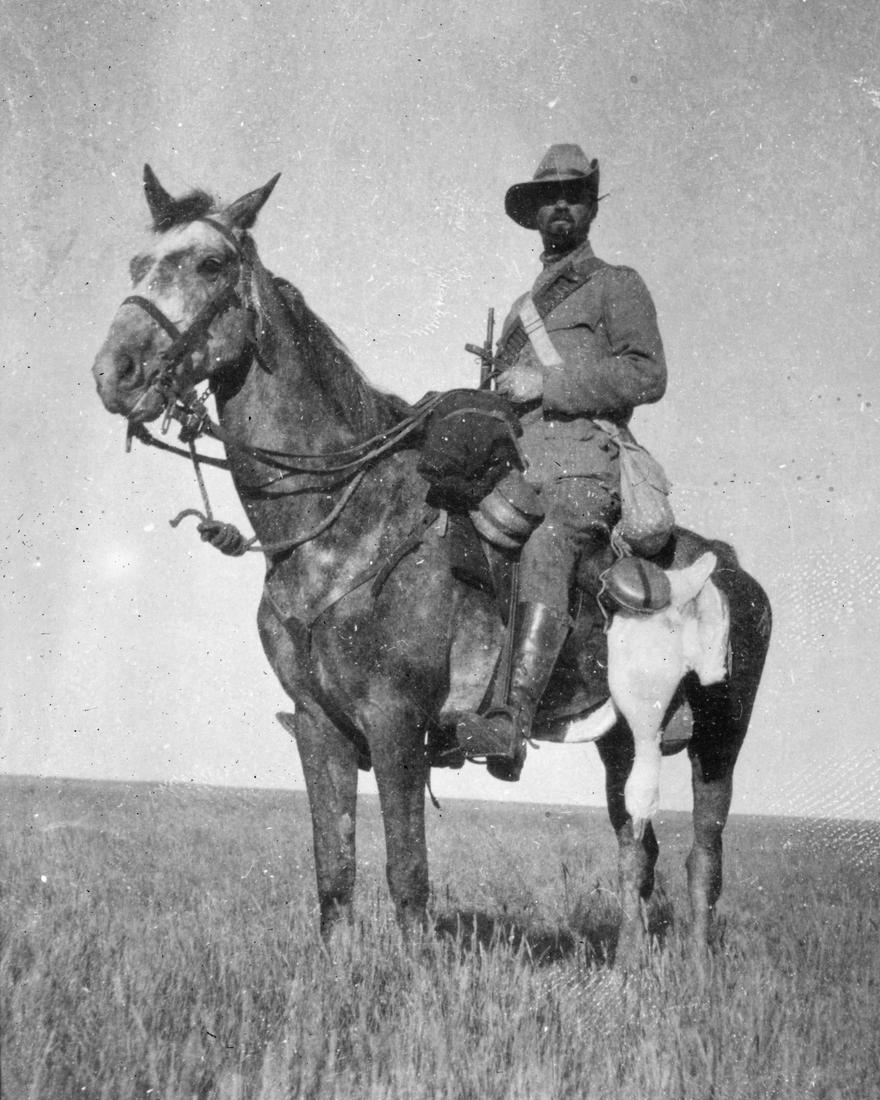
Boer war

Lindley este un oraș din Africa de Sud.